# Kvarteret Landsknekten

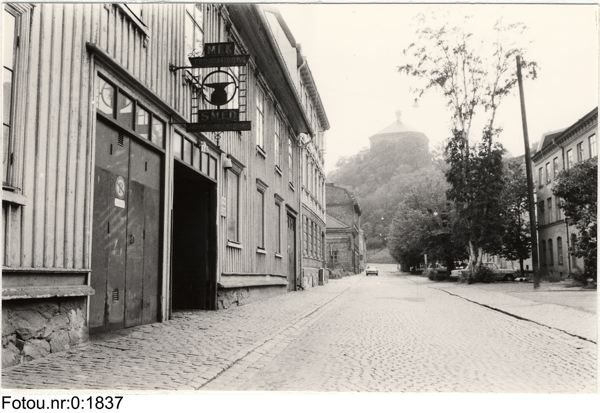
Vid Östra Skansgatan 16 fanns en smidesverkstad. Ovanför porten hängde skylten till Smidesfirman Johansson & Werling AB – " MEK – reperationer,
SMED – Johansson & Werling". I fonden syns Skansen Kronan. Foto från Göteborgs stadsmuseum.

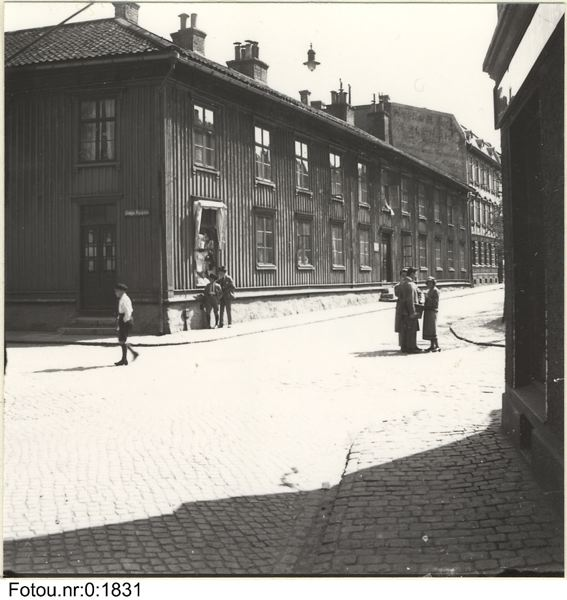
Östra Skansgatan – foto från maj 1924, Göteborgs stadsmuseum.

Kvarteret Landsknekten är ett byggnadskvarter i stadsdelen Haga i Göteborg. Kvarteret består av två fastigheter, varav den äldre delen i norr med fastighetsbeteckningen Haga 25:18 vid adresserna Haga Nygata 19, 21, 23, Östra Skansgatan 16 och Skolgatan 13 är ett byggnadsminne. Vid byggnadsminnesförklaringen den 9 december 1986 var den dåvarande fastighetsbeteckningen Landsknekten 18.
Den södra delen av kvarteret uppfördes 1986 och har fastighetsbeteckningen Haga 25:19 med adresser vid Pilgatan, Skolgatan och Östra Skansgatan. Denna del är inte byggnadsminne.

## Beskrivning
Kvarteret om- och nybyggdes 1985–86. De tre byggnaderna längs Haga Nygata är ombyggda bostadshus. Trähuset på hörnet mot Östra Skansgatan uppfördes 1859. Byggnaden är i 2 våningar och har en ovanlig gatufasad i nyklassicistisk anda med bland annat omsorgsfullt utformade pilastrar. De två övriga är landshövdingehus från 1880–81 och har en för tiden typisk enkel dekor.

## Historik
De byggnadsminnesförklarade byggnaderna omfattar ett trähus i två våningar, uppfört 1859, och två trevånings landshövdingehus, den ena från 1881, det andra från 1880–83. Trähusets fasader är lockpanelade och gråmålade – landshövdingehusets bottenvåningar av tegel är beigemålade medan övervåningarnas liggande panel är målade i ljusare beige nyans. Taken är tegeltäckta med vissa inslag av plåt.
Järnbärare Carl Simonsson ägde endast 1/3 av den ursprungliga tomten Östra Haga 14 vid Haga Nygata 23–Skolgatan 13, som han friköpte  1859. Samma år ritade arkitekt Josef Jönsson ett tvåvåningshus med trägavel åt gatan och långsträckt fasad mot Skolgatan. Tomten var på 1004 kvadratalnar (omkring 600 kvadratmeter). Huset innehöll 14 rum och åtta kök.